# 圣方济各圣殿 (基多)
圣方济各堂 (西班牙語：Iglesia de San Francisco)是厄瓜多尔首都基多的一座罗马天主教教堂，建于16世纪，位于市中心的圣方济各广场。这是拉丁美洲最宏伟的历史建筑之一。堂内有受欢迎的基多圣母像（1734）。

## 历史

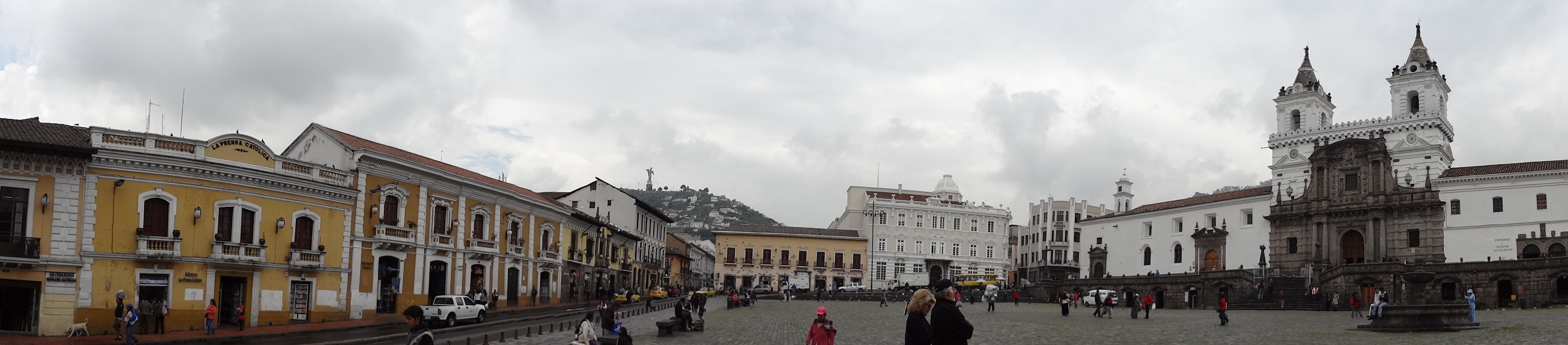
圣方济各广场

该堂于1534年基多建城之后的几周之后开始创建，1604年建成。创建人是方济各会传教士Jodoco Ricke.

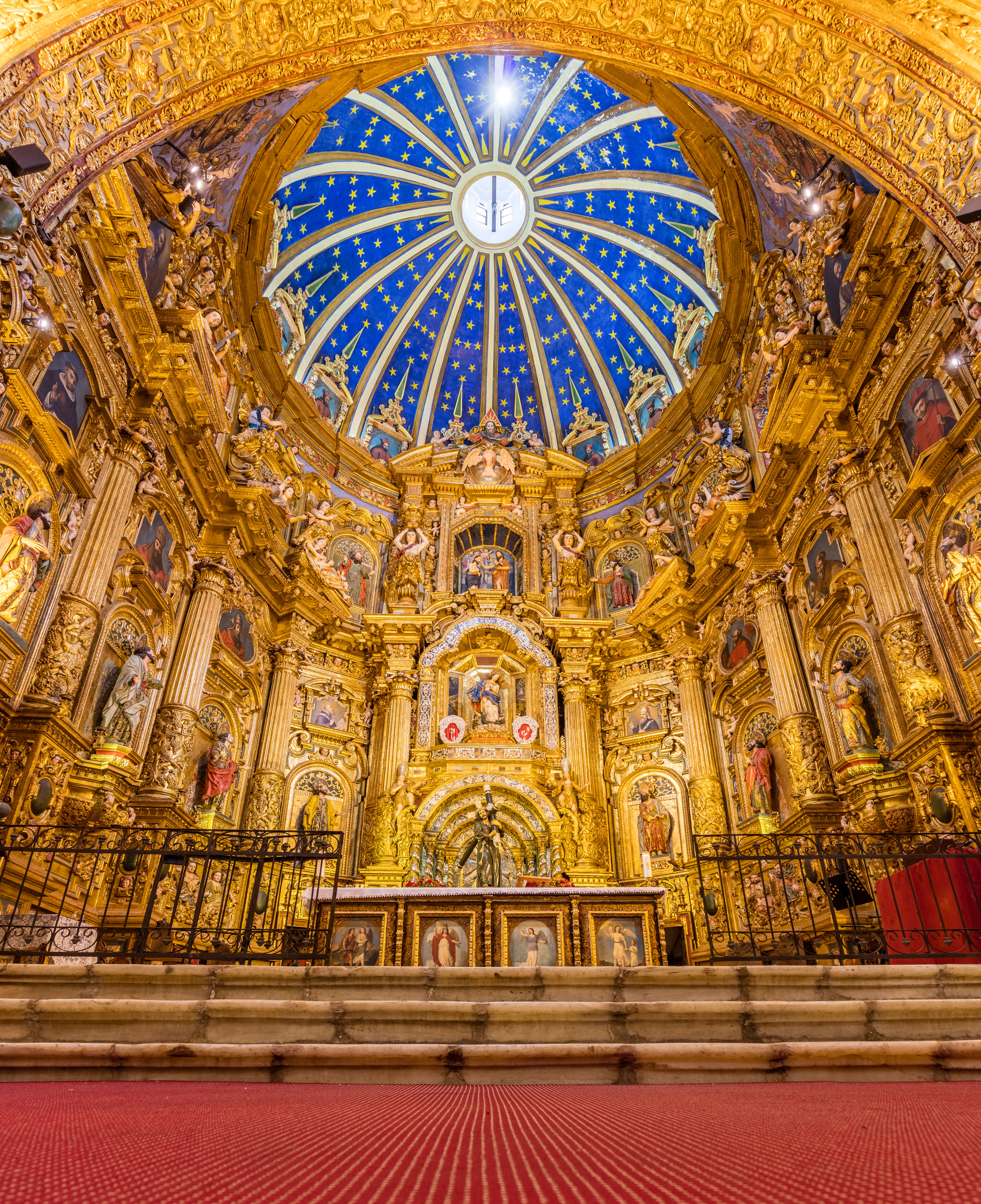
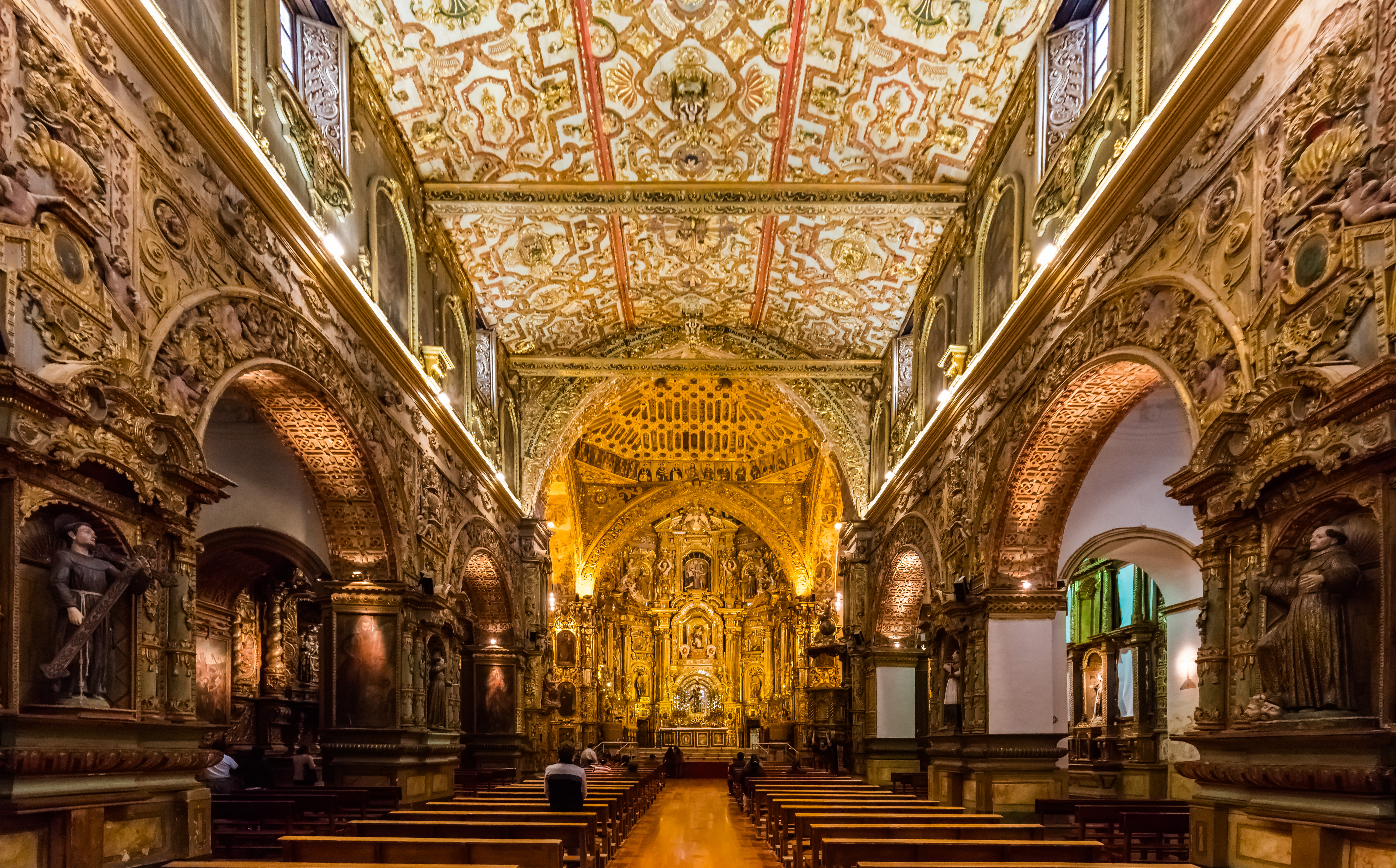
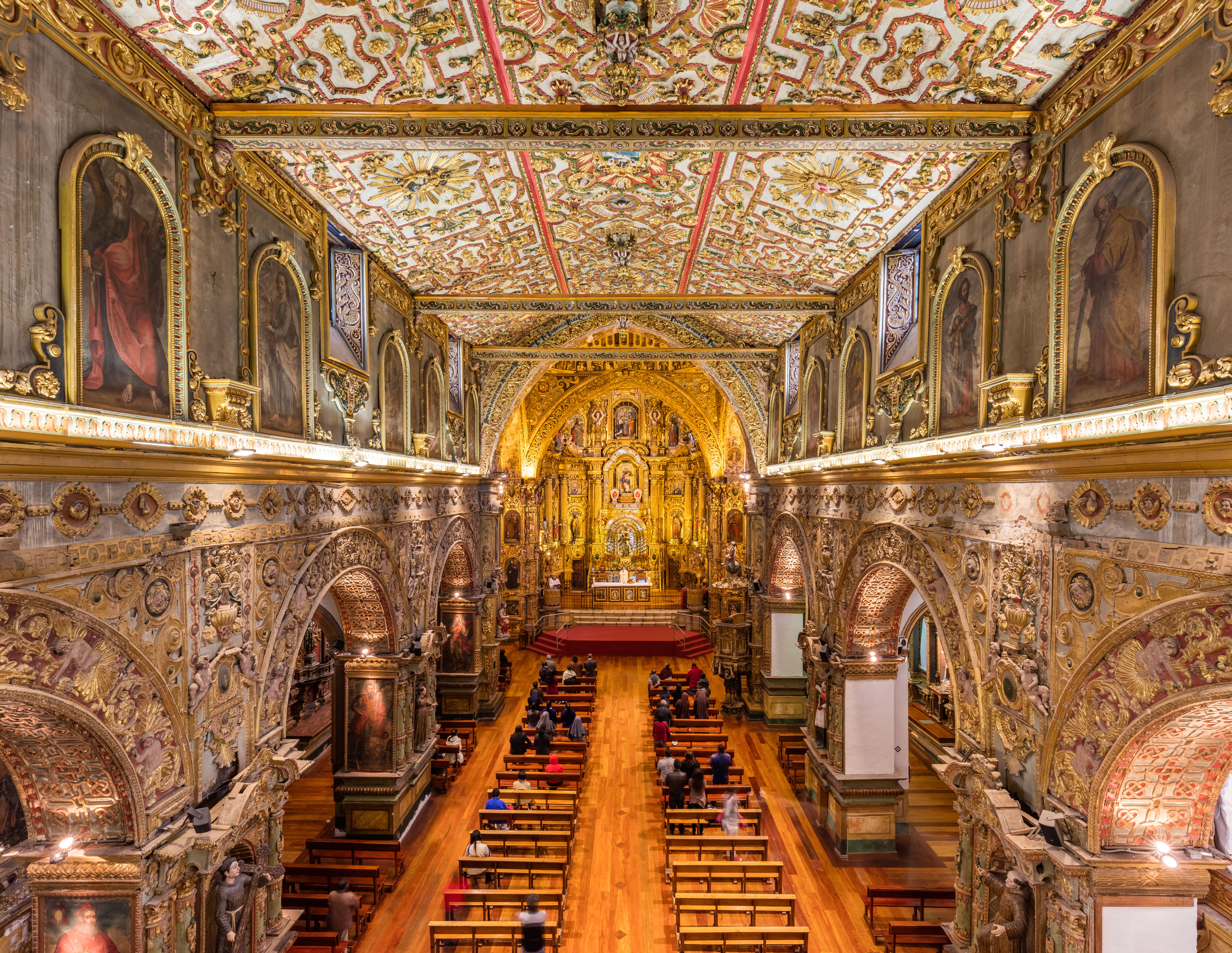
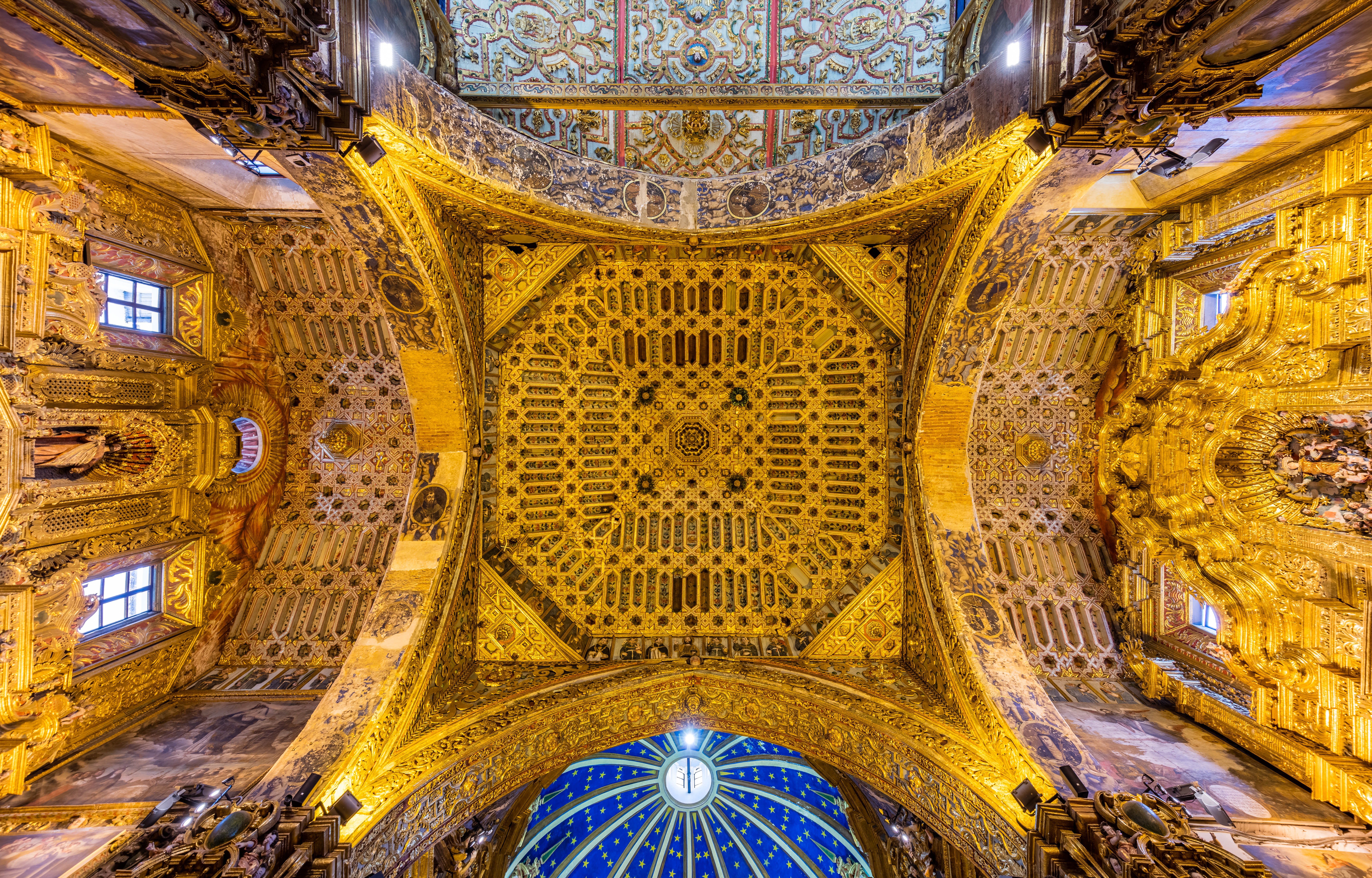
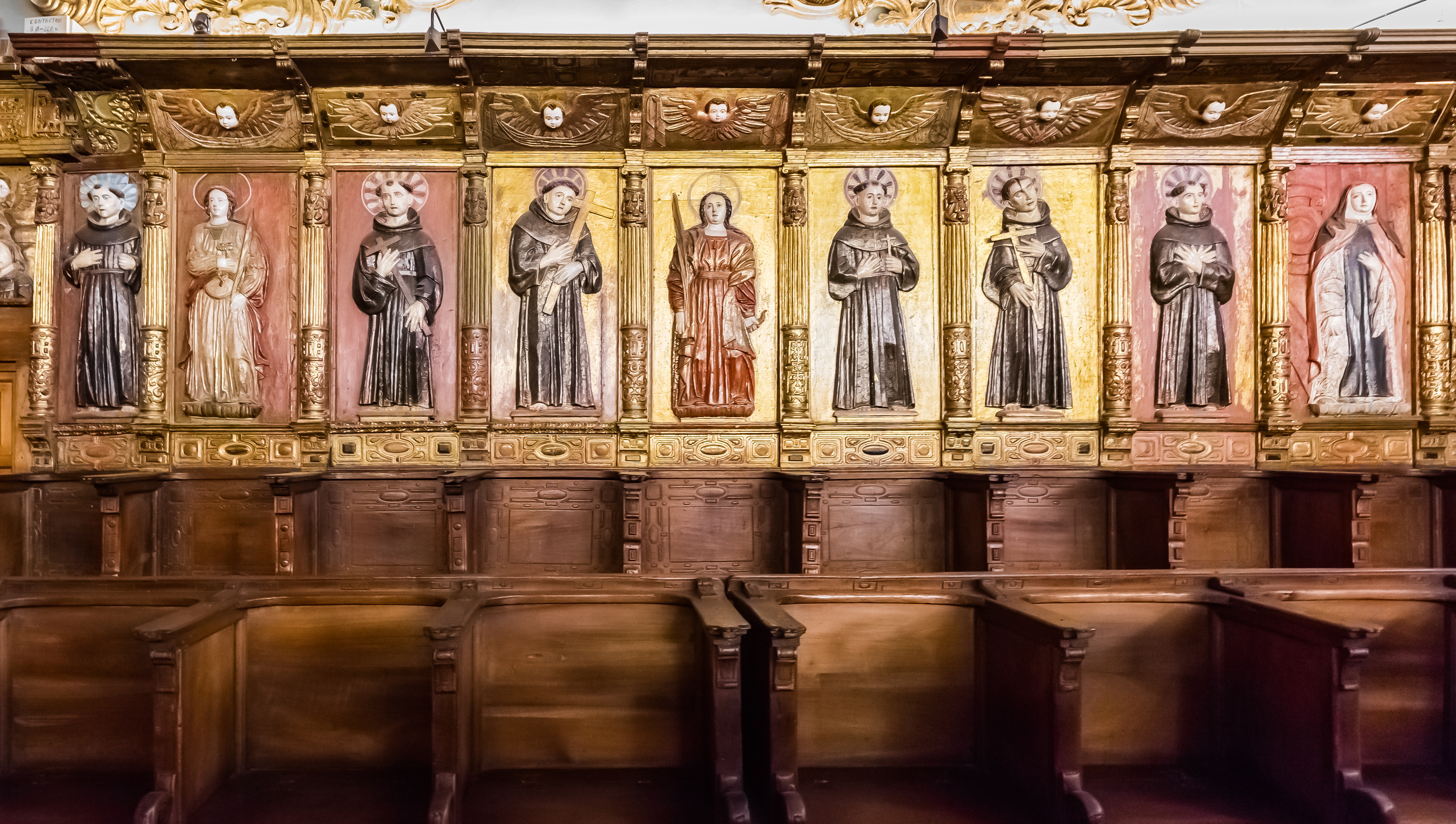
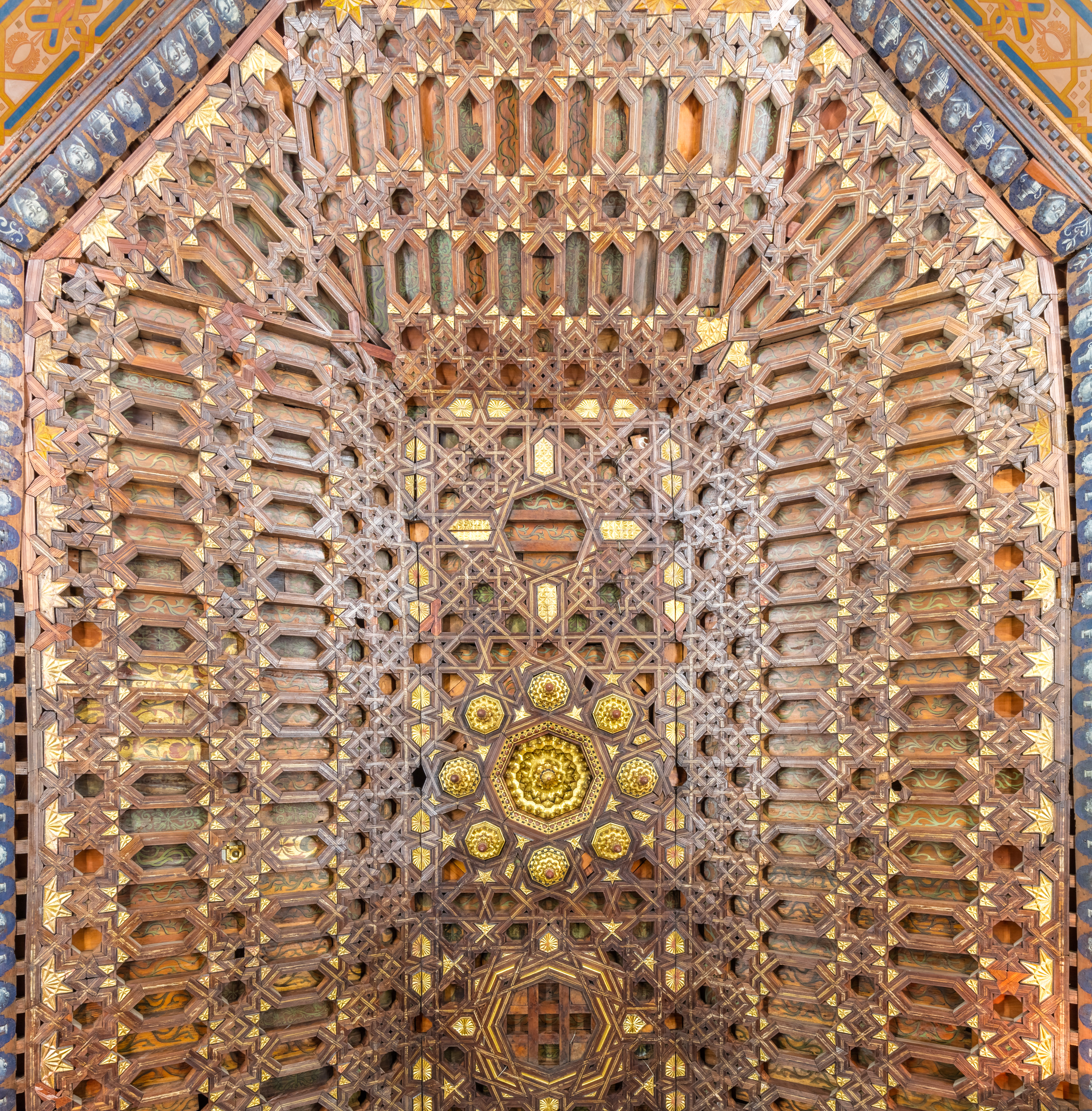
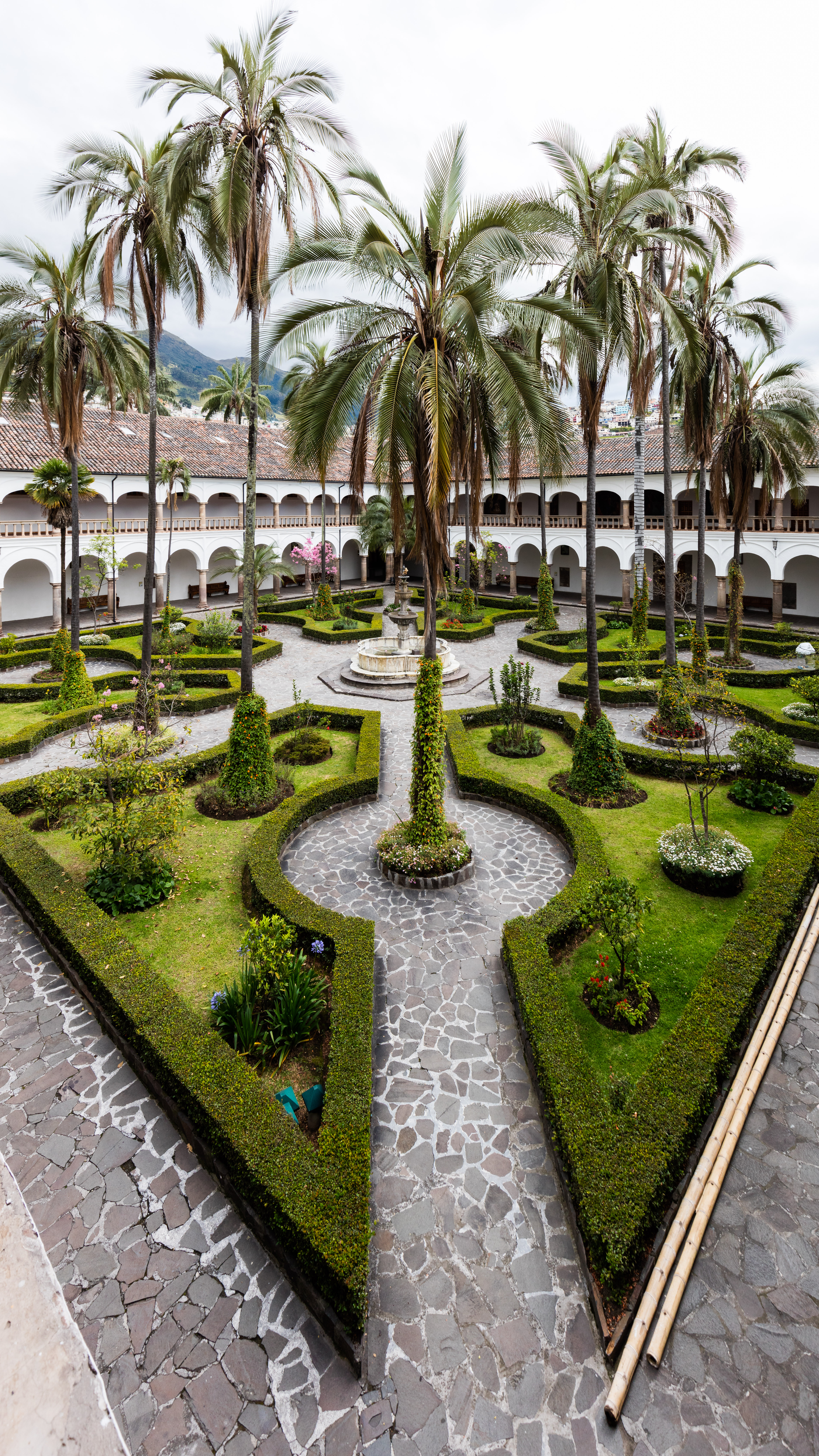